# Clyde Samuel Kilby
Clyde Samuel Kilby (* 26. September 1902 in Johnson City, Tennessee; † 18. Oktober 1986 in Columbus, Mississippi) war ein US-amerikanischer Anglist, der von 1935 bis 1981 am Wheaton College lehrte.

## Leben
Kilbys Eltern, James Lafayette und Sophronia Kilby, lebten am Nolichuckey River im nördlichen Teil des East Tennessee Hügellandes. Als jüngstes von acht Kindern absolvierte er als erster seiner Familie das College. Während seines Studiums an der University of Arkansas arbeitete er in Teilzeit im Registrierstelle der nahe gelegenen John Brown University, wo er Martha A. Harris (1902–2004), eine Mathematiklehrerin, kennenlernte. Clyde schloss sein Studium 1929 ab und heiratete Martha Harris im nächsten Jahr in Columbus, ihrem Herkunftsort. Sie zogen zusammen nach Minnesota, wo Kilby 1931 seinen Master an der University of Minnesota machte.
Im Jahr 1935 zog Kilby nach Wheaton, wo er Assistenzprofessor für Englisch am evangelikalen Wheaton College wurde. 1938 promovierte er zum Ph.D. mit dem Thema Horace Walpole as Literary Critic an der New York University mittels Korrespondenz. Er wurde 1951 Vorsitzender der Abteilung Englische Sprache in Wheaton, eine Position, die er bis 1966 innehatte. Er führte eine jährliche Schreib- und Literaturkonferenz ein. 1974 richtete er das Marion E. Wade Center ein, das nach dem Geschäftsmann Marion E. Wade benannt ist. Es war für die Sammlung und die Studien zum englischen Professor und Schriftsteller C. S. Lewis bestimmt, den er 1953 erstmals treffen konnte. Er korrespondierte mit ihm bis zu seinem Tod 1963.
Kilby zog sich 1981 aus dem Lehramt in Wheaton zurück und zog sich nach Columbus, der Heimatstadt seiner Frau, zurück, wo er am 18. Oktober 1986 starb.

## Ehrungen
Ihm zu Ehren wurde der Clyde S. Kilby-Preis für Inkling-Studien verliehen (ein bedeutender Gewinner ist Colin Duriez) und der Clyde S. Kilby-Forschungsstipendium (Diana Pavlac Glyer ist Preisträgerin). Seit 1982 gibt es einen Clyde S. Kilby-Lehrstuhl am Wheaton College, der 2020 mit Christina Bieber Lake besetzt war.

## Schriften (Auswahl)
- Minority of one. The biography of Jonathan Blanchard. Grand Rapids 1959, OCLC 32679254.
- Christianity and Aesthetics, InterVarsity Press, Chicago 1961.
- The Christian world of C. S. Lewis. William B. Eerdmans, Grand Rapids 1964, 1974 und 1976 OCLC 270332313.
- The Rationale of Myth, Wheaton College, Wheaton 1973.
- mit Douglas R. Gilbert: C.S. Lewis: Images of His World, Hodder and Stoughton, London und Eerdmans, Grand Rapids 1973, 1977 und 2005.
- Tolkien & the Silmarillion. Wheaton 1976, ISBN 0-87788-816-7.
- Images of Salvation in the Fiction of C.S. Lewis, Harold Shaw Publishers, Wheaton 1978.
- mit Marjorie Lamp Mead: Brothers and friends. The diaries of Major Warren Hamilton Lewis. New York 1988, ISBN 0345346653.
- A Well of Wonder: Essays on C.S. Lewis, J.R.R. Tolkien, and the Inklings, Paraclete Press, Brewster 2016.
- The Arts and the Christian Imagination: Essays on Art, Literature, and Aesthetics, Paraclete Press, Brewster 2016.